# Kowary
Kowary é um município da Polônia, na voivodia da Baixa Silésia e no condado de Jelenia Góra. Estende-se por uma área de 37,39 km², com 11 090 habitantes, segundo os censos de 2017, com uma densidade de 297,7 hab/km².